# Alfred Gall
Alfred Gall (* 1971 in Walenstadt) ist ein Schweizer Literaturwissenschaftler und Slawist.

## Leben
Alfred Gall studierte in Zürich und Sankt Petersburg. Nach der Promotion 2000 forschte er 2001 und 2002 in Warschau und Tübingen. Nach der Habilitation 2004 war er 2005 Gastprofessor an der Humboldt-Universität zu Berlin. Seit 2006 ist er Professor für westslavische Literatur- und Kulturwissenschaft an der Johannes Gutenberg-Universität Mainz und wissenschaftlicher Leiter des Mainzer Polonicums.
Seine Forschungsschwerpunkte sind polnische und russische Literatur und Kultur des 19. und 20. Jahrhunderts, Systemtheorie, Poststrukturalismus und (Neo-)Pragmatismus.

## Schriften (Auswahl)
- Hermetische Romantik. Die religiöse Lyrik und Versepik F. N. Glinkas aus systemtheoretischer Sicht. Bern 2001, ISBN 3-906766-68-3.
- Performativer Humanismus. Die Auseinandersetzung mit Philosophie in der literarischen Praxis von Witold Gombrowicz. Dresden 2007, ISBN 3-939888-13-3.
- Schreiben und Extremerfahrung – die polnische Gulag-Literatur in komparatistischer Perspektive. Berlin 2012, ISBN 978-3-643-11268-2.
- als Herausgeber mit Gunther Nickel: Theaterlandschaften der Gegenwart. Rahmenbedingungen und Zeitbezüge im zeitgenössischen Drama. Tübingen 2013, ISBN 3-7720-8494-X.
- Stanisław Lem: Leben in der Zukunft. Darmstadt 2021, ISBN 978-3-8062-4248-5.